# ZDF.umwelt
ZDF.umwelt war ein Natur- und Umweltmagazin des Zweiten Deutschen Fernsehens (ZDF). Die Sendung wurde wöchentlich am Sonntagnachmittag ausgestrahlt und beschäftigte sich mit Themen des Umweltschutzes sowie dem ressourcenschonenden Umgang mit unserem Lebensraum.
Moderiert wurde die Sendung von Claudia Krüger und Volker Angres. Vom 30. März bis zum 30. November 2008 wurde Krüger, bedingt durch ihre Elternzeit, von Mara Bergmann vertreten.
Am 9. Oktober 2011 wurde ZDF.umwelt nach zehn Jahren eingestellt und durch die neue Natur- und Umweltsendung planet e. ersetzt.